# Goes debilis
Goes debilis là một loài bọ cánh cứng trong họ Cerambycidae.